# Vertical Hummingbird
Vertical Hummingbird — американский вертолёт, созданный в 1991 году компанией Vertical Aviation Technologies из Сэнфорда, штат Флорида.

## Дизайн и разработка
Hummingbird является развитием сертифицированного вертолёта Sikorsky S-52, который был введён в эксплуатацию в 1947 году. Он имеет один несущий винт, четырёхместную закрытую кабину, четырёхколёсное шасси и возможность установки полозьев. Прототип является версией Sikorsky S-52, переработанной Vertical Aviation Technologies.
Фюзеляж сделан из клёпаного алюминиевого листа. Носовая часть позаимствована у Bell 206. Полностью шарнирный трёхлопастной винт диаметром 10,1 м оснащён аэродинамическим профилем NACA 0015. Двухлопастной рулевой винт имеет диаметр 1,8 м. Снаряжённая масса вертолёта составляет 812 кг, а полная — 1270 кг. Грузоподъёмность вертолёта 458 кг. При полном объёме бака 220 л грузоподъёмность составляет 303 кг.

## Варианты

### VAT S-52-3
Прототип семейства Hummingbird, являющийся переделкой Sikorsky S-52-3.

### Hummingbird 260L
Версия с шестицилиндровым четырёхтактным двигателем Lycoming IVO-435 мощностью 198 кВт (265 л. с.) с воздушным охлаждением и двойным зажиганием.

### Hummingbird 300LS
Версия с восьмицилиндровым четырёхтактным двигателем General Motors LS7 V8 мощностью 209 кВт (280 л. с.) без жидкостного охлаждения и 242 кВт (325 л. с.) с жидкостным охлаждением.

### Hummingbird 300L
Версия с шестицилиндровым двигателем Lycoming IO-540 мощностью до 209 кВт (280 л. с.) с жидкостным охлаждением и впрыском топлива.

## Технические характеристики
Данные Vertical Aviation

### Общие характеристики
- Экипаж: один
- Вместимость: три пассажира
- Ширина: 1,52 м
- Высота: 2,62 м
- Аэродинамический профиль: NACA 0015
- Снаряжённая масса: 812 кг
- Масса брутто: 1270 кг
- Объём топливного бака: 220 л
- Силовая установка: 1 × Lycoming IO-540 (шестицилиндровый двигатель мощностью 210 кВт (280 л. с.), с воздушным охлаждением и четырёхтактным впрыском топлива)
- Диаметр несущего винта: 10,06 м

### Производительность
- Максимальная скорость: 180 км/ч
- Запас хода: 610 км
- Практическая высота: 4300 м
- Скороподъёмность: 4,8 м/с при массе 1270 кг